# دوزان
دوزان، روستایی است از توابع بخش بربرود شرقی در استان لرستان ایران و در کنار بزرگراه اصفهان_ الیگودرز واقع شده‌است؛مردم این روستا اصالتا از ایل بختیاری هستند.

## جمعیت
این روستا در دهستان بربرود شرقی قرار داشته و براساس سرشماری سال ۱۳۹۵جمعیت آن ۱۰۳۱نفر (۳۶۰ خانوار) بوده‌است. همچنین این روستا، پر جمعیت ترین روستای بخش بعد از چمن سلطان می‌باشد.
این روستا از سال ۱۳۹۹ به پیشنهاد نماینده و تصویب هیات وزیران، به عنوان مرکز دهستان بربرود شرقی شناخته می شود.

## محصولات
محصولات کشاورزی این روستا شامل گندم، جو، حبوبات و صیفی‌جات است. باغ‌های آن بیشتر به کشت انگور اختصاص دارد.
این روستا یکی از مهم‌ترین معادن سنگ زینتی و گرانیت کشور را در خود جای داده‌است.

## بخش‌های روستا
روستای دوزان دارای سه بخش به نام‌های: حسن‌آباد (قسمت غربی و مشرف به جاده قدیم اصفهان - حاجی‌آباد (هاشم‌آباد)(بخش مشرف به امامزاده غیفر ابن علی) و قسمت مرکزی روستا که در گذشته بر روی بلندی‌ها مرکزی منطقه ساخته شده‌است می‌باشد.

## خوانین و کدخداهای روستا
خوانین: بهمن خان اسعد بختیاری - سیف ا.. خان اسعد بختیاری- سهراب خان بختیاری- غلامرضا خان ارشد بختیاری - بی بی تاجول.
کدخداها: کدخدا قاسم حاتمی - کدخدا اسکندر محرابی - کدخدا اسفندیار محرابی - کدخدا حمزه احمدی - کدخدا ابوطالب - کدخدا ابوالقاسم سرلک- کدخدا فرج ا… حاتمی - کدخدا نبی روشنی - کدخدا منصور روشنی

## مشاغل روستا در گذر زمان
روستای دوزان در دهه‌های گذشته به دلیل دارا بودن جمعیتی بیش از ۲۵۰۰نفر دارای مشاغل، صنعتگران و هنرمندان بسیاری بوده‌است که در ذیل به نمونه‌هایی از آنها اشاره می‌شود.
———————————————————————————————————————————————
پزشک گیاهی: مرحوم عظیم علامی - مرحوم معصومه حاتمی
–––
ماما: مرحومه صاحبجان روشنی
–––
شکسته بند: مرحوم حاج محمد علی روشنی - مرحوم آقا رضا نظری
–––
نمد مال: مرحوم عسگر حسین دوزانی - حسن ایزد پناهی - مرحوم استاد علی کاکاوند - حسن احمدی
–––
مسگر: فرج آقا سهرابی
–––
نجار: مرحوم استاد محمد - مرحوم استاد غلامرضا - ابولحسن کایگانی - مرحوم استاد رحمان
–––
دَلّاک(سلمانی) : دَلّاک مرحوم علی محمد روشنی - دَلّاک مرحوم سید محسن رحیمی - دَلّاک امان الله آصفی
–––
آسیابان: مرحوم محمود زارعی - مرحوم ابوالقاسم صفری - مرحوم جواد عزیزی مرحوم علیرضا روشنی (علی میرزا)
–––
تجار (چوبدار): مرحوم حاج غلام نظری - مرحوم حاج قدرت روشنی - حاج علی اکبر حاتمی - مرحوم حسین اقاحاتمی - حسین روشن ضمیر- حاج اکبر آقا حاتمی - مرحوم اصغر نوروزی - حسین حاتمی - مرحوم خداکرم نظری - مرحوم حاج احمد علی روشنی
–––
سبد بافی: مرحوم صفر رجبی
–––
رنگرز: مرحوم علی اکبر رنگرز خوانساری
–––
تفتگر و چینی بند زن: مرحوم علی اصغر حاتمی
–––
نقشه قالی: غلامرضا حاتمی
–––
معمار و بنا: مرحوم کربلایی سید احمد رحیمی - مرحوم سید رضا رحیمی -ماشالا هاشمی - مرحوم محمد علی رجبی - نورا… عزیزی - مرحوم محسن بربرودی - قدرت زارعی - مرحوم علی اصغر حاتمی (طاق ضربی)
–––
نصاب دار قالی :مرحوم احمد حاتمی مرحوم سید اسدااله موسوی
–––
قصاب: مرحوم ماشالا حاتمی - مرحوم عبدا… روشنی - مرحوم حاج قدرت روشنی - مرحوم خداکرم نظری - احمد نظری - حسین حاتمی - ابراهیم قربانی - حسین روشن ضمیری - مرحوم صفر رجبی_  سید ابوالقاسم رحیمی
–––
خواربار فروش: یدا.. چراغی - مرحوم حاج محد صادق روشنی - مرحوم حاج غلام نظری - مرحوم نصرا.. حاتمی - مرحوم حسین آقا اصفی - مرحوم میرزا علی آدینی - رضا ادینی
–––
لحاف دور: مرحوم استاد علی کاکاوند - مرحوم نریمان سرلک - مرحوم حسن احمدی - حیدر سرلک - عنایت کاکاوند
–––
باغبان: مرحوم علیشاه روشنی - مرحوم عبدالرضا نظری - مرحوم محمد ایزدپناهی - مرحوم سید حمزه موسوی
–––
دشتبان (پاکار): مرحوم غلامحسین روشنی - مرحوم جواد عزیزی
–––
ساخت تنور: صفیه حاتم دوزانی (همسر مرحوم سید ابوالقاسم رحیمی) مرحوم کبری عزیزی (همسر مرحوم نریمان سرلک) مرحوم سیده بتول فتحی (همسر نبی کاویانی)
–––
مربی قرآن: مرحوم ملا علی اصغر آصفی
..............................................................................................................................................................................................................

## مکتب داران روستای دوزان
مرحوم آخوند ملا نصرا… آصفی (دانشمند)- مرحوم آخوند ملا محمود آصفی - مرحوم میرزا احمد آصفی (دانشمند)- مرحوم ملاکریم نوروزی - مرحوم ا… رحم کاویانی - مرحوم ملا علی اصغر آصفی 

## متولیان امامزاده و مساجد
خیرین امامزاده غیفر ابن علی: مرحوم حاج علی حسین علی حسینی و ...
امامزاده غیفر ابن علی: مرحوم نادعلی ملکی - علیرضا ملکی - مرحوم سید ابراهیم هاشمی - مرحوم سید عظیم هاشمی - مرحوم سید عزیز هاشمی
––––––
متولیان مسجد جامع روستای دوزان: مرحوم میرزا علی آدینی - رضا آدینی - حسین آدینی - علی آدینی - غلام آدینی - مرحوم محسن بربرودی - مرحوم عبدرالرضا نظری- مرحوم عسگر حسین دوزانی - در حال حاضر مسجد جامع روستا به صورت هیئت امنا اداره می‌شود ومتولی آن گرگعلی فلاحی می‌باشد
––––––
بنیانگذاران مسجد قمر بنی هاشم حسین‌آباد: نصیر کایگانی - حسن حاتمی - غلامرضا حاتمی - استاد علی کاکاوند
––––––
مؤذن: مرحوم ابوالقاسم آصفی - مرحوم سید مرتضی موسوی - غلامرضا حاتمی - مرحوم محجمد حسن شهبازی - فضل ا… چراغی - ابوالقاسم مرادی - محمد ابراهیمی - گرگعلی فلاحی

## مداحان و تعزیه خوانان
مداحان اهل بیت: حسن مرادی - مرحوم حسن مظاهری - ا… رحم کاویانی - مرحوم حاج قدرت روشنی - مرحوم حاج پرویز براتی - رضا براتی رحم خدا نوروزی
––––––
تعزیه خوانان: نورا… مظاهری - مرحوم محمد ولی طالبی - مرحوم ا… رحم کاویانی - مرحوم عظیم علامی- حسن مرادی - عباس احمدی - مرحوم حاج پرویز براتی - حاج غلامحسن روشنی - رحم خدا نوروزی - مرحوم مسلم احمدی - مرحوم عبدالرضا نظری - کدخدا منصور روشنی - محسن بربرودی - مرحوم رجبعلی روشنی - مرحوم استاد علی کاکاوند- محمد آقا حاتمی رحم خدا نوروزی-مرحوم حاج قدرت روشنی..

## آب راهه‌های روستای دهزین (او رو)
1. او رو سوزی (مزراع مرحوم سید محسن رحیمی نژاد) شروع او رو از بالای او رو سوزی وگذر از زمین‌های نی سار پایان آن روخونه ده زین.
2. او رو ده ملا حسین (مزراع حاج میرزا رضایی) شروع او رو از بالای زمین‌های عسگران (اشگرون) وگذر از زمین‌های نی سار پایان آن روخونه ده زین.
3. او رو زردکا شروع او رو از کنار ده ملاحسین وگذر از زمین‌های نی سار پایان آن روخونه ده زین.
4. او رو مش عبداله (مزراع مرحوم مشهدی عبدالله روشنی) شروع او رو از بالای او رو مش عبداله وگذر از زمین‌های نی سار پایان آن روخونه ده زین.
5. او رو خلیل‌آباد (مزراع خلیل اوا) شروع او رو از بالای او خلیل اوا (قلا نار) و پایان آن روخونه ده زین.
6. او رو چم میرزامی شروع او رو باغهای سر اسفید وگذر از زمین‌های آن پایان آن جو ملک‌آباد ونهایتا روخونه ده زین.
7. او رو دره قره باغ شروع او رو از زیر خط اتوبان وگذر از زمین‌های قره باغ وچم میرزامی پایان آن نهایتاً روخونه ده زین.
8. او رو سر اسفید شروع او رو از زیر جو روستای جوز وگذر از زمین‌ های سر اسفید و پایان آن به او رو قره باغ.
9. او رو گوه شروع او رو از زمین‌های روستای مغانک به سمت او رو خلیل‌آباد ونهایتا روخونه ده زین.
10. او رو باغ پر زوا شروع او رو از زمین‌های روستای جوز و پایان آن روخونه ده زین.
11. او رو قلعه عبدالرضا شروع او رو از زمین‌های روستای مغانک و پایان آن روخونه ده زین.

```
  گردآوری اطلاعات: شایان حاتمی
```